# Max Koegel
Otto Max Koegel (* 16. Oktober 1895 in Füssen; † 26. Juni 1946 in Schwabach) war ein deutscher SS-Obersturmbannführer und Lagerkommandant des KZ Majdanek, des KZ Ravensbrück sowie des KZ Flossenbürg.

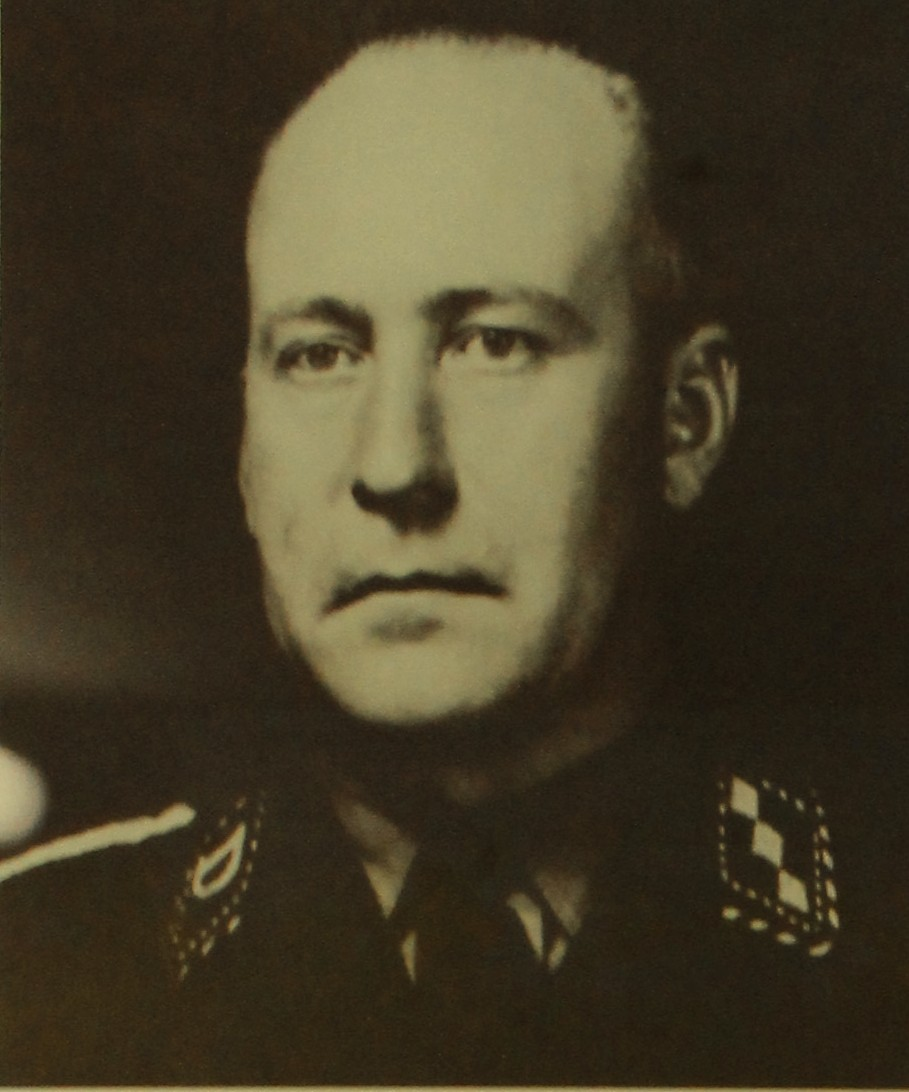
Der deutsche SS-Obersturmbannführer Otto Max Koegel war Lagerkommandant des Frauen-KZ Ravensbrück

## Frühe Jahre
Max Koegel, vierter Sohn eines katholischen Schreiners, wurde mit zwölf Jahren Vollwaise. Er absolvierte nach Abschluss der Volksschule eine Lehre zum Schäfer und ließ sich anschließend zum Bergführer ausbilden.
Koegel diente ab August 1914 im Ersten Weltkrieg als Freiwilliger in einem bayrischen Infanterieregiment. Mehrfach verwundet, auch in der Schlacht um Verdun, brachte er es bis zum Gefreiten und erhielt das Eiserne Kreuz zweiter Klasse.
Nach dem Krieg arbeitete er zunächst als Zollangestellter, später als Geschäftsinhaber eines Souvenirladens und danach als Handelsvertreter. Koegel war zweimal verheiratet, ein Sohn starb 1929 achtjährig an Masern. Während der Zeit der Weimarer Republik wurde er Mitglied im nationalistischen Bund Oberland, dem Völkischen Bund und ab Oktober 1931 der SA.
Koegel trat zum 1. Mai 1932 der NSDAP bei (Mitgliedsnummer 1.179.781) und wechselte am 1. Juni 1932 von der SA zur SS (SS-Nummer 37.644).

## Im Nationalsozialismus
Als der RFSS Heinrich Himmler im Frühjahr 1933 das Konzentrationslager Dachau in Betrieb nahm, zählte Koegel zum „Wachpersonal der ersten Stunde“. Im KZ Dachau war er zunächst Stellvertreter des Wachtruppführers Michael Lippert. Bald kam die Beförderung zum SS-Sturmführer. Im Januar 1934 erfolgte rasch eine erneute Beförderung zum Obersturmführer.
Beim sogenannten Röhm-Putsch 1934 beteiligte sich die Dachauer Lager-SS an der Ermordung Ernst Röhms. Auf die Entmachtung der SA folgte der Aufstieg und die Vergrößerung der SS. 1935 wurde Koegel zum Hauptsturmführer befördert.
Am 1. April 1936 wurde er Lageradjutant im KZ Columbia-Haus. Im Januar 1937 kehrte er in gleicher Funktion unter Lagerkommandant Hans Loritz nach Dachau zurück.
Anfang September 1938 wurde er der erste Schutzhaftlagerführer im Frauen-KZ Lichtenburg. Nach der Lagerauflösung wechselte er im Mai 1939 in das neu errichtete KZ Ravensbrück, zunächst als Lageradjutant. Im Januar 1940 ernannte ihn das SS-Personalhauptamt zum Lagerkommandanten. Er blieb in dieser Funktion bis August 1942, dem Jahr seiner Beförderung zum SS-Obersturmbannführer. Ab dem 20. August 1942 war er Kommandant des KZ Majdanek.
Zehn Jahre nach seinem Beitritt in die SS wurde er im Mai 1943 Lagerkommandant des KZ Flossenbürg und versah dieses Amt bis zur Lagerauflösung im April 1945. Am 8. April 1945 war er Mitglied des Scheinprozesses, bei dem Dietrich Bonhoeffer, Hans Oster und Wilhelm Canaris im Auftrag von Ernst Kaltenbrunner zum Tode verurteilt wurden.
Während der Lagerauflösung Flossenbürg im April 1945 befahl Koegel einen Todesmarsch der gehfähigen Häftlinge in das KZ Dachau. Koegel wies während des Marsches die Bürgermeister der jeweiligen Gemeinden an, Häftlinge, die am Straßenrand erschossen worden oder an Hunger und Erschöpfung gestorben waren, zu begraben.
Koegel tauchte nach Kriegsende mit den Ausweispapieren eines vormaligen KZ-Häftlings bei einem Landwirt unter, wurde aber im Juni 1946 durch Angehörige der US-Armee in Bayern verhaftet. Während der Haft im Gefängnis Schwabach beging er am 26. Juni 1946 Suizid durch Erhängen. Koegel war in seiner Funktion als Lagerkommandant für die Ermordung hunderttausender Menschen verantwortlich.